# Reales Carnicerías (Medina del Campo)
Las Reales Carnicerías de Medina del Campo (provincia de Valladolid, España) es un edificio histórico, ejemplar completo y único en la provincia, de carnicería oficial, ilustrativo de la riqueza y pujanza de la villa en el siglo XVI. 

## Historia

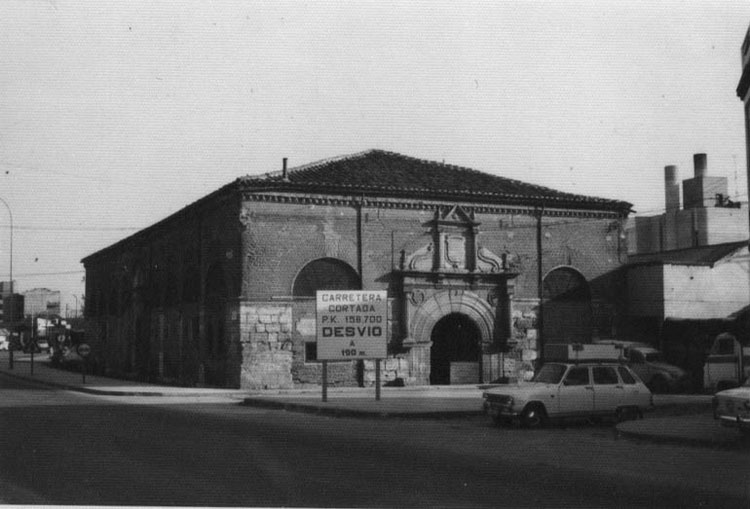
Imagen de mediados del de las Reales Carnicerías.

Se sitúa fuera de la antigua villa medieval, en la ampliación bajomedieval y renacentista, impulsada por sus famosas ferias, a orillas del río Zapardiel, lo que facilitaría originariamente la evacuación de residuos. 
Su estructura actual deriva de planos elaborados por Rodrigo Gil de Hontañón, en 1562. Los datos históricos figuran en la larga inscripción de la fachada suroeste, que lo hicieron los señores de Medina, reinando Felipe II, y siendo corregidor Pedro de Vivero, año 1562.

## Descripción

Interior.

Interiormente el edificio, de planta rectangular y cubierta inclinada a cuatro aguas, se divide en tres naves, a modo de lonja, mediante arquerías de columnas toscanas, que sirven de sostén al muro de ladrillo, aligerado mediante una sucesión de huecos de arco rebajado, realizados en ladrillo a sardinel, que servían de ventilación entre las naves. 
Exteriormente, la composición de las fachadas guarda estrecha relación con la organización interior de la planta. Todas ellas presentan arquerías de ladrillo, sobre pilares de sillería de piedra caliza, hoy cegados. La cornisa, en hiladas sucesivamente voladas, recoge un juego a diente de perro, de clara influencia mudéjar. 
Las tres portadas de piedra, situadas dos de ellas en el centro de los hastiales, y una tercera en la fachada suroeste, también en posición centrada, presentan una composición análoga, con columnas o pilastras, recuadrando un arco, en cuyos lados lucen las armas de la villa; en la parte superior, un frontón con el escudo real.

## Galería

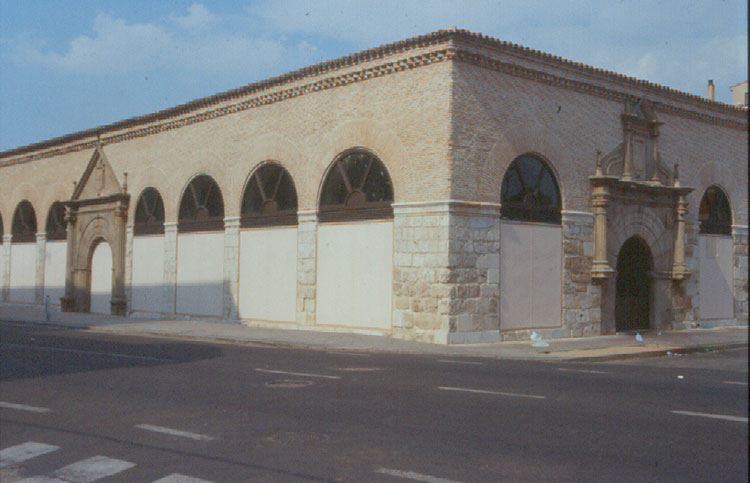
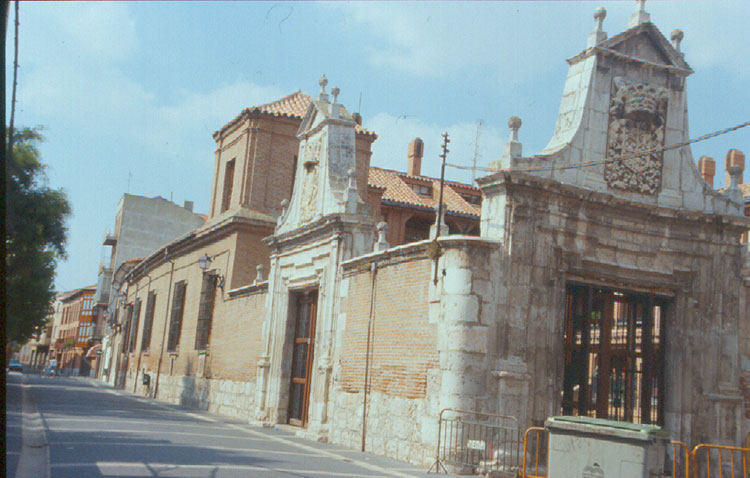
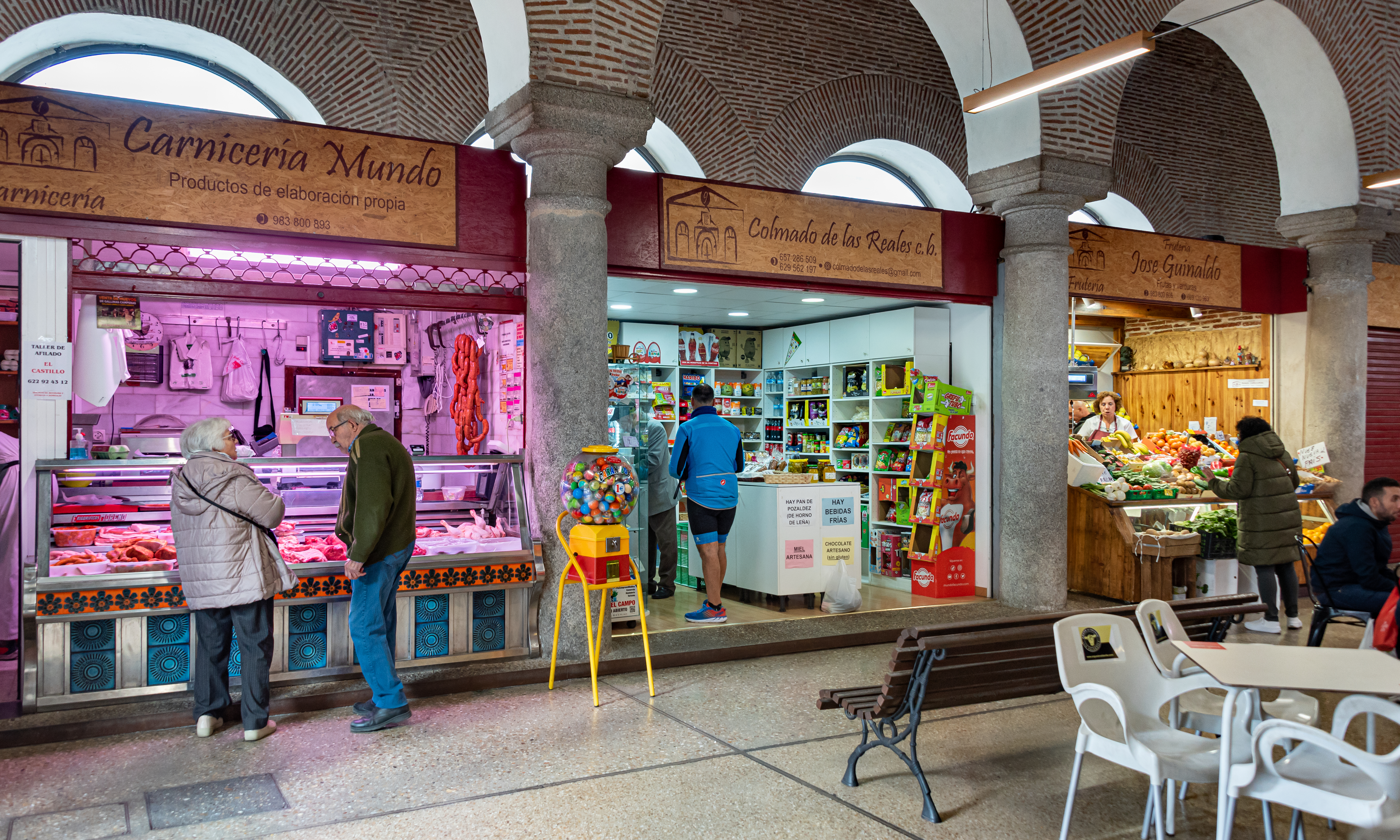